# Na Hrázi a Příkop
Na Hrázi a Příkop (též Hráze a Příkop, německy Teichdamm und Grabengasse) je bývalá předměstská čtvrť Brna, která byla do roku 1941 také samostatným katastrálním územím. Tvořilo ji zástavba mezi dnešními ulicemi Koliště, Milady Horákové, Příkop a Ponávka. Oblast je dnes součástí Zábrdovic a městské části Brno-střed.

## Historie
Trasa dnešní ulice Koliště byla částečně zastavěna již ve středověku, osídlení však zaniklo kvůli dvojímu obléhání města Švédy v letech 1643 a 1645. Po třicetileté válce navíc došlo k výstavbě rozsáhlého barokního bastionového opevnění města. Teprve koncem 18. století došlo k založení nových předměstí, v severní části dnešního Koliště se jednalo o Příkop, v jižní části pak o Koženou. Příkop vznikl v roce 1786 díky parcelaci půdy patřící Karlovu dvoru, jenž původně náležel k řečkovickému panství brněnských jezuitů, a díky zániku Mitrovské zahrady, která se v těchto místech nacházela. Předměstí není totožné se současnou ulicí Příkop, v jejíž trase tehdy tekla Ponávka, která tvořila hranici předměstí (dále se nacházel Josefov) a k níž zasahovaly parcely příkopských domů. Ty tvořily jednostrannou ulicovku na východní straně nové okružní silnice, která vznikla v polovině 70. let 18. století, tedy dnešní ulice Koliště, v rozmezí od křižovatky s ulicí Milady Horákové po Úrazovou nemocnici, kde navazovaly domy předměstí Kožená. Zástavba Příkopu byla rozdělena cestou k Josefovu a Hornímu Cejlu, dnešní Bratislavskou ulicí.
Malé předměstí Na Hrázi tvořilo jednostrannou ulicovku podél cesty z Brna do Zábrdovic a Husovic. Bylo tvořeno jižní uliční frontou dnešní ulice Milady Horákové v prostoru od křižovatky s Kolištěm po křižovatku s dnešní ulicí Příkop. Cesta zde vedla po hrázi Hutterova rybníka, který byl vysušen roku 1782. Z mlýna pod hrází se stal hostinec (dnes nezastavěný jihozápadní roh Milady Horákové a Příkopu) a krátce poté vyrostly po jižní straně cesty domy vytvářející nové předměstí. Severní strana cesty již patřila k Velké Nové Ulici a byla zastavěna až kolem poloviny 19. století.
Osudy obou předměstí jsou úzce spojené. Jednalo se o tzv. magistrátní předměstí, která byla ve správě brněnského magistrátu a která se součástí města stala v roce 1850. Jejich klasicistní přízemní nebo jednopatrová zástavba, obývaná především dělníky, byla během druhé poloviny 19. století a počátku století 20. nahrazena velkoměstskými činžovními domy. V 80. letech 19. století byla od Lužánek k jihu zatrubněna Ponávka, v její trase tedy mohly v nových ulicích (dnešní Příkop a Ponávka) začít vznikat nové domy. V roce 1903 byl na dnešní ulici Milady Horákové zahájen provoz tramvají. Počátkem 30. let 20. století byla v ulici Ponávka vybudována nová funkcionalistická Úrazová nemocnice. Většina západní strany ulice Příkop, tedy domů v bývalém katastru předměstí Příkop, byla zbořena v 80. letech 20. století a na jejich místě vznikl v následujícím desetiletí obchodně-administrativní komplex IBC Brno.
Předměstí Na Hrázi a Příkop tvořila společné katastrální území, které bylo zrušeno v roce 1941 při katastrální reformě města. Oblast se tehdy stala součástí katastru Města Brna, od konce 60. let 20. století patří k Zábrdovicím.

## Galerie

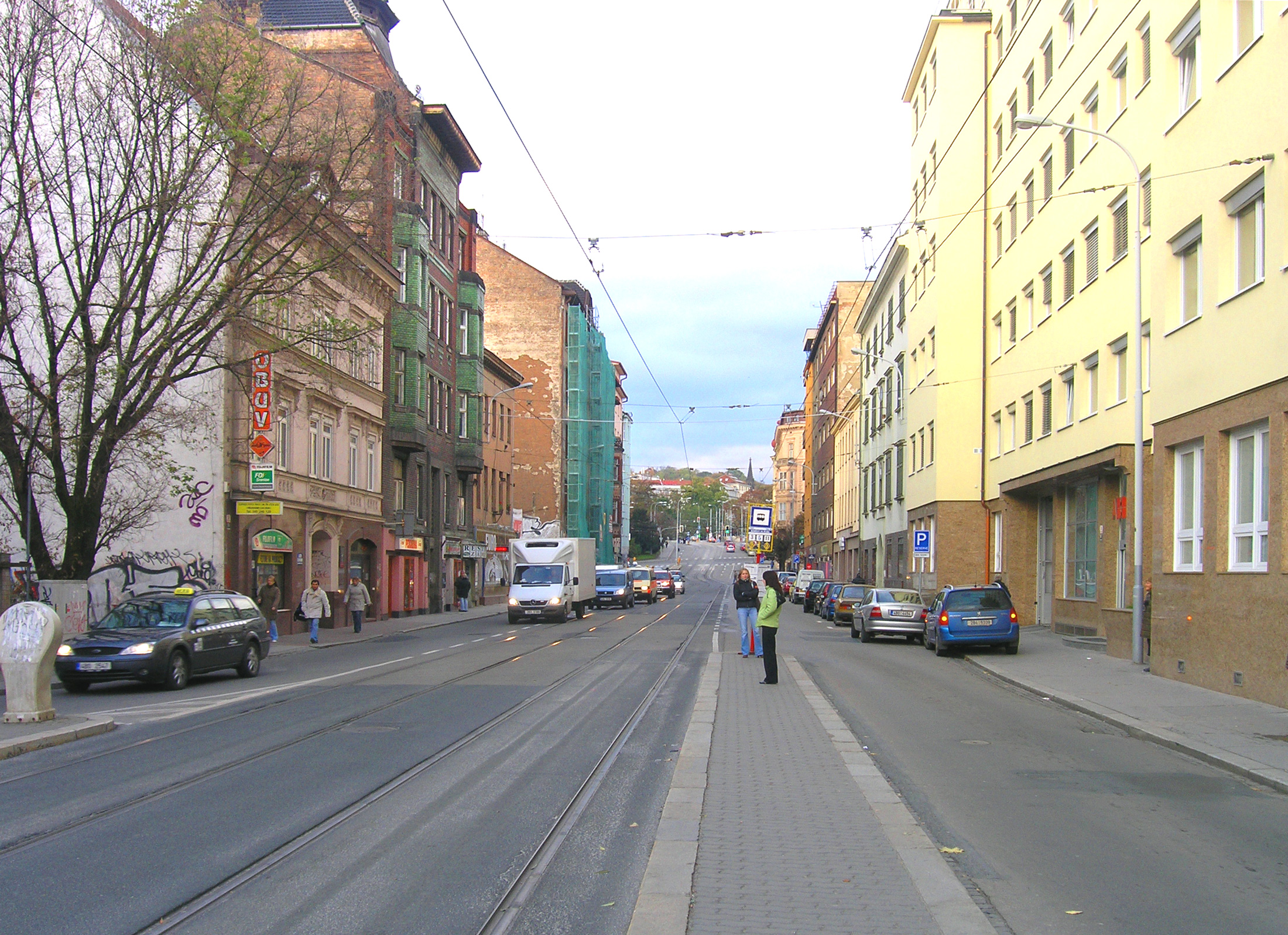
Ulice Milady Horákové, vlevo zástavba Hrází z přelomu 19. a 20. století
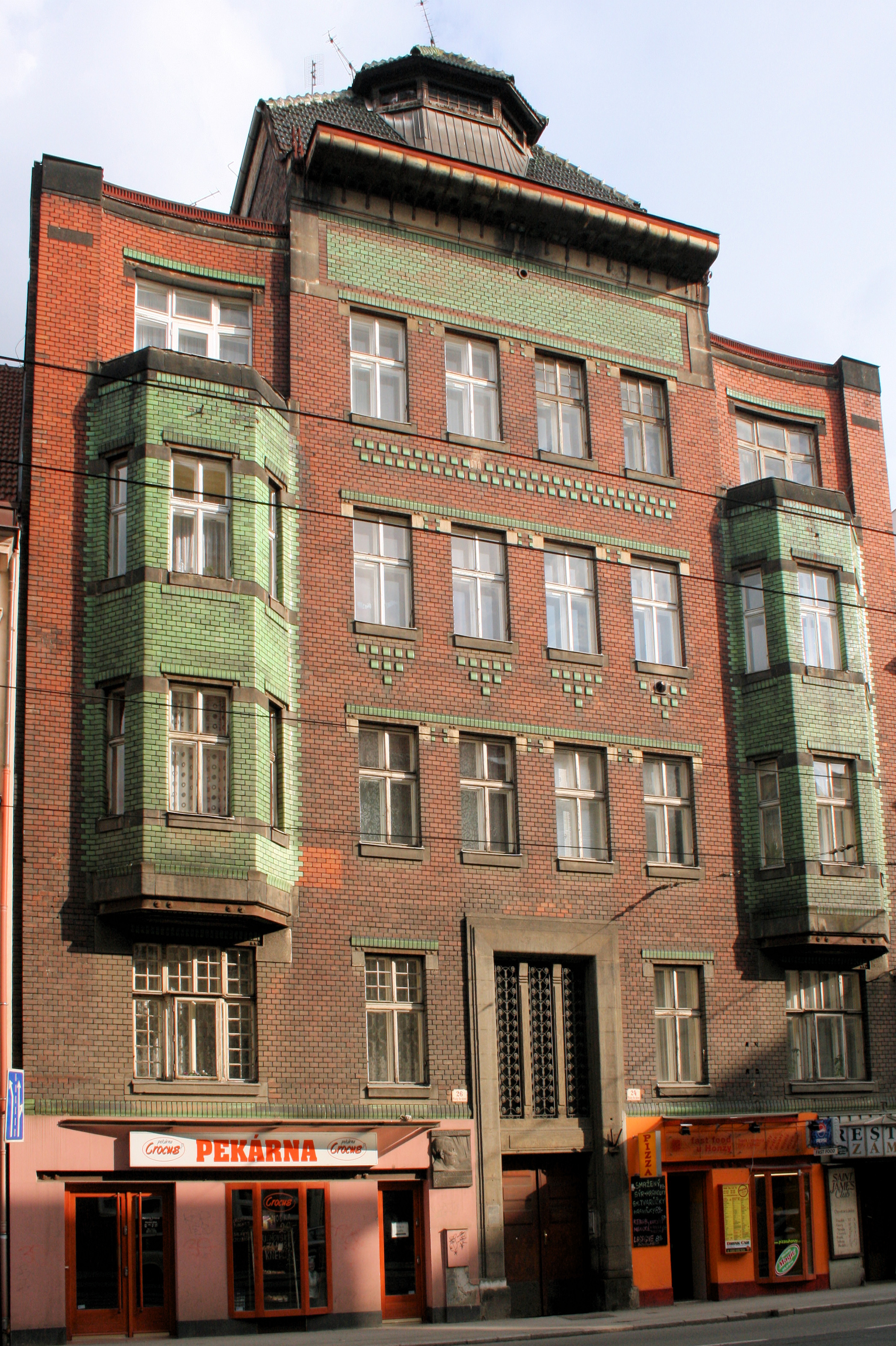
Secesní budova Okresní nemocenské pokladny v dnešní ulici Milady Horákové
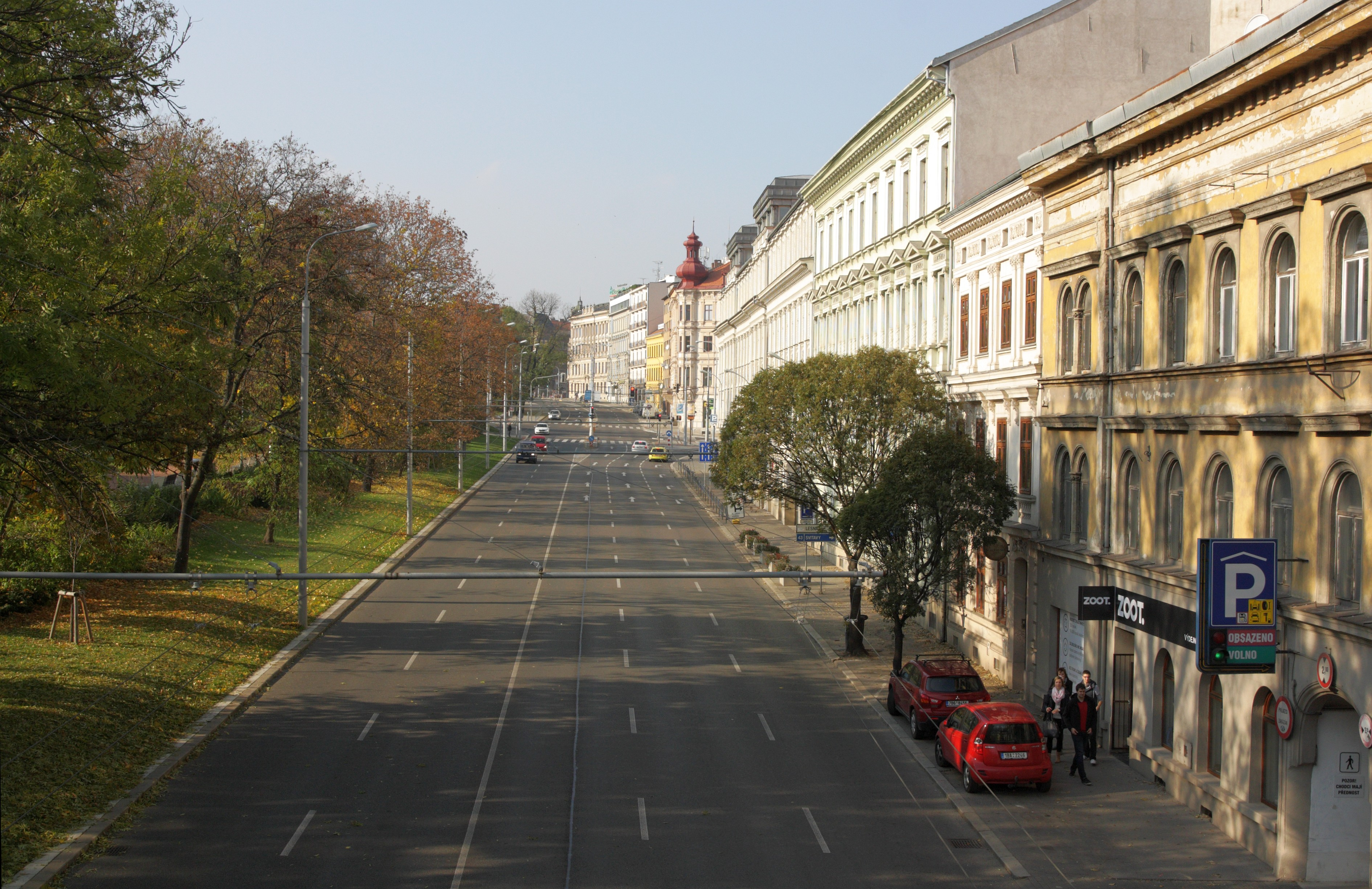
Ulice Koliště v prostoru bývalého předměstí Příkop
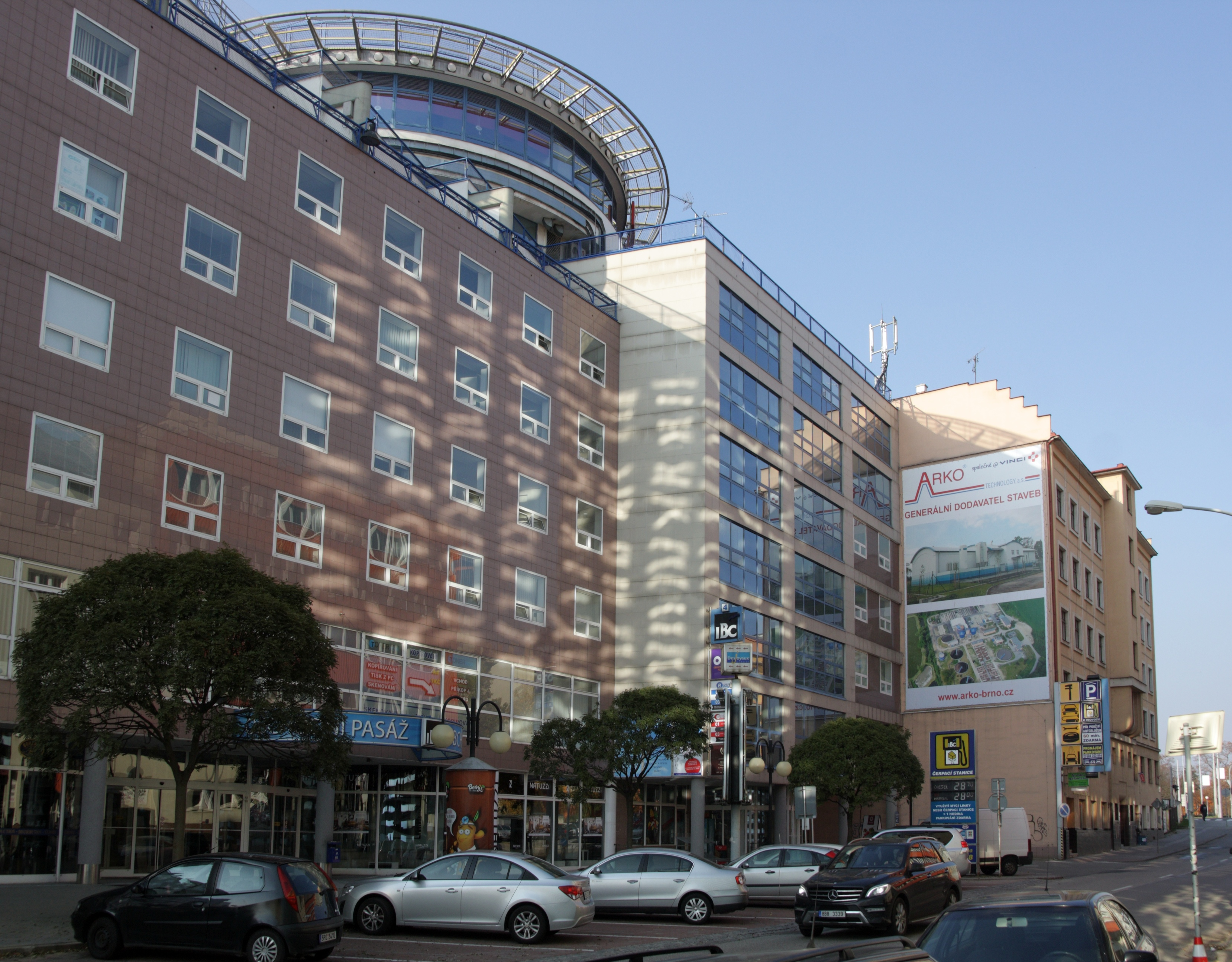
Komplex IBC Brno v ulici Příkop
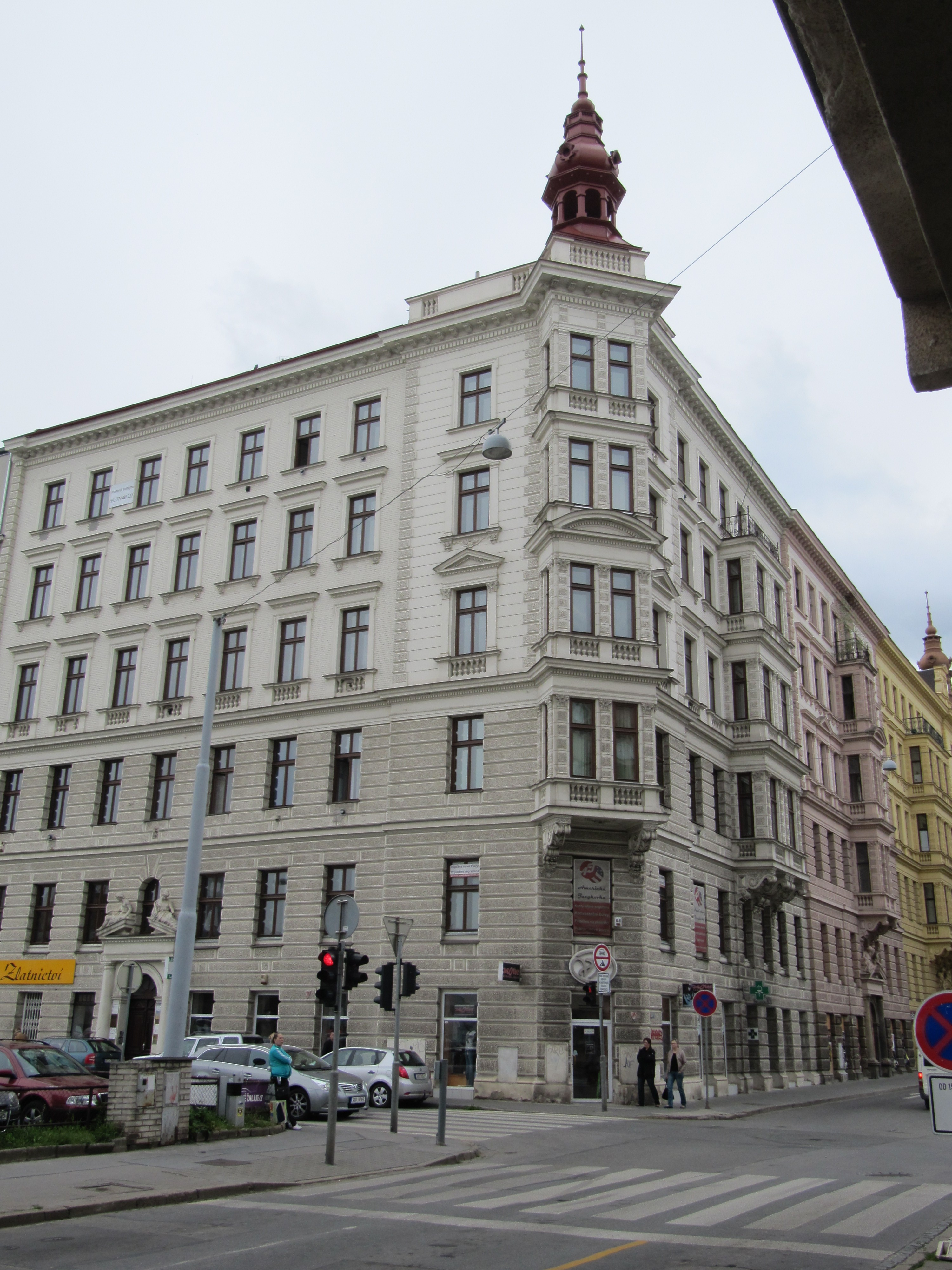
Činžovní domy na nároží ulic Bratislavské a Ponávky
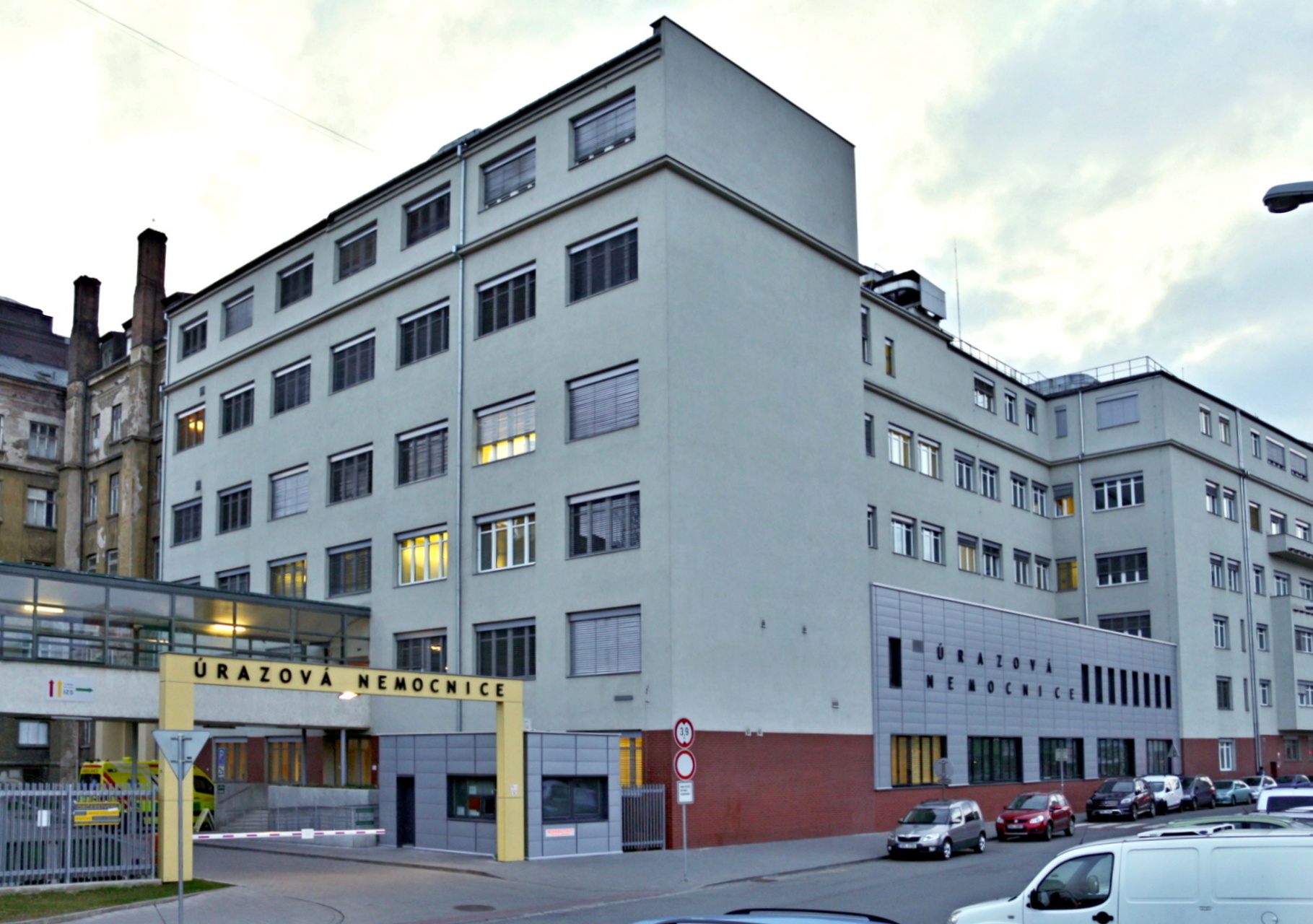
Funkcionalistická Úrazová nemocnice v ulici Ponávka